# Liparis bicuspidata
Liparis bicuspidata är en orkidéart som beskrevs av Johannes Jacobus Smith. Liparis bicuspidata ingår i släktet gulyxnen, och familjen orkidéer. Inga underarter finns listade i Catalogue of Life.